# یواس‌اس وایلی (دی‌دی-۵۹۷)
یواس‌اس وایلی (دی‌دی-۵۹۷) (به انگلیسی: USS Wiley (DD-597)) یک کشتی بود که طول آن ۱۱۴٫۷ متر (۳۷۶ فوت) بود. این کشتی در سال ۱۹۴۴ ساخته شد.